# Thomas Coe
Thomas Coe (Manchester, 3 november 1873 - Manchester, 26 oktober 1942) was een Brits waterpolospeler.
Tijdens de Olympische Zomerspelen 1900 was Coe aanvoerder van de Britse ploeg die de gouden medaille won.
Thomas Coe · Robert Crawshaw · William Henry · John Jarvis · Peter Kemp  · Victor Lindberg · Frederick Stapleton